# Georges Farrah
Georges Farrah, né le 23 août 1957 à Cap-aux-Meules (Îles de la Madeleine), est un homme politique québécois.

## Biographie
Fils d'un commerçant de Cap-aux-Meules, Georges Farrah étudia en administration à l'Université de Moncton.

### Carrière politique

#### Politique provinciale
Propriétaire d'une auberge dans son village natal depuis 1979, Georges Farrah est devenu organisateur en chef pour le député fédéral Rémi Bujold (1979-1984), avant de se faire élire à l'Assemblée nationale du Québec dans Îles-de-la-Madeleine pour le Parti libéral du Québec (1985). Réélu en 1989 et en 1994, il servit comme adjoint parlementaire du ministre du Tourisme (1991-1994) puis ministre délégué à l'Industrie, au Commerce, à la Science et à la Technologie (1994) dans le cabinet de Daniel Johnson fils.
Après la défaite de son parti aux élections de 1994, il devint whip en chef de l'opposition officielle jusqu'aux élections de 1998, où il perdit son siège face au péquiste Maxime Arseneau.

#### Politique fédérale
Aux élections fédérales de 2000, Farrah remporta le siège de député de Bonaventure—Gaspé—Îles-de-la-Madeleine—Pabok pour le Parti libéral du Canada. Secrétaire parlementaire du ministre des Pêches et Océans (2001-2003), puis du ministre de l'Agriculture et de l'Agroalimentaire (2003-2004), il fut battu dans la nouvelle circonscription de Gaspésie—Îles-de-la-Madeleine aux élections de 2004 par le candidat bloquiste Raynald Blais.

### Carrière professionnelle
Depuis son retrait de la vie politique, Georges Farrah a travaillé comme consultant dans le domaine minier et forestier (2004-2005), avant de devenir président-directeur-général de la Société des traversiers du Québec de 2006 à 2014.
En 2014, il est nommé secrétaire général associé au Secrétariat à l’implantation de la stratégie maritime du Québec, renommé en 2015 Secrétariat aux Affaires maritimes.